# Rogério Vilela
Rogério Gonçalves Ferreira Vilela, mas conhecido como Rogério Vilela (Penápolis, 8 de novembro de 1970) é um comediante, roteirista, quadrinista, ilustrador e empresário brasileiro, conhecido por ser um dos criadores do portal de humor Mundo Canibal. Vilela também se destaca como apresentador do popular podcast Inteligência Ltda.

## Biografia e carreira
Rogério Vilela começou sua carreira no humor através da ilustração, publicando tiras de quadrinhos em importantes jornais e revistas brasileiras: Folha de S. Paulo, Veja, Playboy, Placar, SuperInteressante, Exame, Época, O Estado de S. Paulo e nas revistas em quadrinhos Metal Pesado e Heavy Metal Brasil. Seu talento para a arte o levou a trabalhar com publicações em outros veículos brasileiros de renome e até mesmo nos Estados Unidos publicando nas editoras Innovation e Marvel Comics, também trabalhou no mercado de RPG e card games produzindo para as editoras Steve Jackson Games e Wizards of the Coast. Vilela é um dos fundadores da produtora de conteúdo Fábrica de Quadrinhos, que já atua no mercado há mais de duas décadas e é responsável por criações influentes como o Mundo Canibal.

### Mundo Canibal e outros projetos
Mundo Canibal foi um dos maiores sites de animações da internet brasileira, conhecido pelo seu humor politicamente incorreto. O projeto também foi adaptado para um programa televisivo, Mundo Canibal TV, transmitido pelo Multishow. Além disso, Vilela participou e dirigiu diversos programas e segmentos em rádios e canais de televisão como MTV, Comedy Central e Record.

### Carreira no stand-up e podcast
Como comediante stand-up, Vilela é considerado um dos expoentes de sua geração. Atualmente, ele é muito conhecido pelo seu podcast Inteligência Ltda, que possui mais de 5 milhões  inscritos no YouTube. O podcast é um espaço onde ele e seus convidados discutem uma variedade de temas com um toque de humor.

### Reconhecimento
Ao longo de sua carreira, Rogério Vilela recebeu diversos prêmios como ilustrador, quadrinista, roteirista e diretor, incluindo reconhecimentos em salões de humor e prêmios de jornalismo. 